# Taurolema duffyi
Taurolema duffyi là một loài bọ cánh cứng trong họ Cerambycidae.